# شبکه رادیو استودیو ۵۴
شبکهٔ رادیو استودیو ۵۴ با نام مستعار استودیو ۵۴ ایستگاه رادیویی ایتالیایی است که به‌طور خصوصی اداره می‌شود و در لوکری، کالابریا قرار دارد. استودیو ۵۴ بر روی موج اف‌ام پخش می‌شود و در ۹ استان و ۵ منطقه در جنوب ایتالیا از جمله استان مسینا، استان رجیو کالابریا، استان ویبو والنتیا، استان کاتانزارو، استان کزنتزا، استان کروتون، استان لچه، استان پوتنزا و استان سالرنو قابل دریافت است.
این شبکه ۲۴ ساعت در روز برنامه دارد و همچنین می‌توان پخش برنامه‌های این رادیو را در سراسر جهان از طریق اینترنت دنبال کرد.